# Henryk Maćkowiak (fotograf)
Henryk Maćkowiak (ur. 5 lipca 1933 w Budziłowie) – polski fotograf. Członek rzeczywisty i prezes Zarządu gnieźnieńskiego Fotoklubu Format. Członek założyciel i prezes Zarządu Gnieźnieńskiego Towarzystwa Fotograficznego.

## Życiorys
Absolwent poznańskiego Technikum Mechaniczno-Elektrycznego (1952) – od 1952 do 1998 był pracownikiem zakładów energetycznych w Poznaniu, Gdańsku oraz Gnieźnie. Związany z gnieźnieńskim środowiskiem fotograficznym (był instruktorem fotografii w Miejskim Ośrodku Kultury) – jest inicjatorem i organizatorem ruchu fotograficznego w Gnieźnie (konkursy fotograficzne, plenery, warsztaty, wystawy oraz plenerowe pokazy diaporam na gnieźnieńskim rynku). W 1979 został przyjęty w poczet członków Fotoklubu Format w Gnieźnie, w którym od 1982 pełnił funkcję prezesa Zarządu. W 2001 był inicjatorem przekształcenia Fotoklubu Format w (mające osobowość prawną) Gnieźnieńskie Towarzystwo Fotograficzne. W latach 2001–2004 pełnił funkcję prezesa Zarządu GTF. 
Jest autorem oraz współautorem wielu wystaw fotograficznych; indywidualnych, zbiorowych, poplenerowych oraz pokonkursowych (w Polsce i za granicą) – na których otrzymał wiele akceptacji, nagród, wyróżnień, dyplomów, listów gratulacyjnych. Jego prace były prezentowane m.in. w Czechosłowacji, Niemczech, Holandii, na Węgrzech i w Polsce. 
Miejsce szczególne w jego twórczości zajmuje fotografia dokumentalna oraz fotografia reportażowa. Jego fotografie były wielokrotnie publikowane w prasie lokalnej oraz prasie ogólnopolskiej i katolickiej.

## Odznaczenia
- Srebrny Krzyż Zasługi (1974)
- Złoty Krzyż Zasługi (1984)
- Medal 40-lecia Polski Ludowej (1984)
- Medal 150-lecia Fotografii (1989)
- Odznaka „Zasłużony Działacz Kultury” (2004)[7]

Źródło